# Marathon van Fukuoka 2003
De marathon van Fukuoka 2003 werd gelopen op zondag 7 december 2003. Het was de 57e editie van deze marathon. Aan deze wedstrijd mochten alleen mannelijke elitelopers deelnemen.
De Japanner Tomoaki Kunichika kwam als eerste aan de finish in 2:07.52.

## Uitslagen
| rang   | naam              | land | tijd    |
| ------ | ----------------- | ---- | ------- |
| Goud   | Tomoaki Kunichika | JPN  | 2:07.52 |
| Zilver | Toshinari Suwa    | JPN  | 2:07.55 |
| Brons  | Toshinari Takaoka | JPN  | 2:07.59 |
| 4      | Antoni Peña       | ESP  | 2:08.10 |
| 5      | Hailu Negussie    | ETH  | 2:08.21 |
| 6      | Tsuyoshi Ogata    | JPN  | 2:08.37 |
| 7      | Tadayuki Ojima    | JPN  | 2:08.48 |
| 8      | Vincent Kipsos    | KEN  | 2:09.42 |
| 9      | Michitane Noda    | JPN  | 2:09.58 |
| 10     | Oscar Fernandez   | ESP  | 2:09.59 |
| 11     | Luc Krotwaar      | NED  | 2:10.13 |
| 12     | Vanderlei de Lima | BRA  | 2:10.38 |
| 13     | Daisuke Isomatsu  | JPN  | 2:11.42 |
| 14     | Andrew Letherby   | AUT  | 2:12.45 |
| 15     | Dale Warrander    | NZL  | 2:12.58 |
| 16     | Juan Cardona      | COL  | 2:14.57 |
| 17     | Shinichi Watanabe | JPN  | 2:15.48 |
| 18     | Laban Kagika      | JPN  | 2:16.47 |
| 19     | Toshio Mano       | JPN  | 2:16.48 |
| 20     | Scott Westcott    | AUS  | 2:17.58 |

1947 ·
1948 ·
1949 ·
1950 ·
1951 ·
1952 ·
1953 ·
1954 ·
1955 ·
1956 ·
1957 ·
1958 ·
1959 ·
1960 ·
1961 ·
1962 ·
1963 ·
1964 ·
1965 ·
1966 ·
1967 ·
1968 ·
1969 ·
1970 ·
1971 ·
1972 ·
1973 ·
1974 ·
1975 ·
1976 ·
1977 ·
1978 ·
1979 ·
1980 ·
1981 ·
1982 ·
1983 ·
1984 ·
1985 ·
1986 ·
1987 ·
1988 ·
1989 ·
1990 ·
1991 ·
1992 ·
1993 ·
1994 ·
1995 ·
1996 ·
1997 ·
1998 ·
1999 ·
2000 ·
2001 ·
2002 ·
2003 ·
2004 ·
2005 ·
2006 ·
2007 ·
2008 ·
2009 ·
2010 ·
2011 ·
2012 ·
2013 ·
2014 ·
2015 ·
2016 ·
2017